# 山崎修道
山崎 修道（やまざき しゅうどう）は、日本の医師・医学者。国立予防衛生研究所エイズ研究センター長や、国立感染症研究所所長を務めた。

## 人物・経歴
1961年千葉大学医学部医学科卒業。1966年千葉大学大学院修了、医学博士。1967年バージニア大学医学部客員研究員。1970年アメリカ国立衛生研究所客員研究員。1972年国立予防衛生研究所ウイルス中央検査部室長。1975年ニューヨーク大学医学部客員助教授。1981年国立予防衛生研究所ウイルス中央検査部部長。1991年国立予防衛生研究所副所長兼エイズ研究センター長。1993年国立予防衛生研究所所長。1997年国立感染症研究所所長。2001年国立感染症研究所名誉所員、三菱化学ビーシーエル顧問。2004年NPO法人エイズワクチン開発協会設立、同理事長。